# Synaptomys borealis
Synaptomys borealis és una espècie de mamífer rosegador de la família dels cricètids. Viu al Canadà i els Estats Units, des d'Alaska a l'oest fins al Labrador a l'est. S'alimenta d'herba i ciperàcies. El seu hàbitat natural són les zones humides amb plantes herboses que li serveixen de refugi i aliment. És una espècie en risc mínim, és a dir, no sembla que hi hagi cap amenaça significativa per a la seva supervivència. El seu nom específic, borealis, significa ‘boreal’ en llatí.